# Fédération monténégrine de handball
La Fédération monténégrine de handball, en serbe Rukometni savez Crne Gore (RSCG), est l'organisation nationale chargée de gérer et de promouvoir la pratique du handball au Monténégro. Son siège social est situé à Podgorica.
La fédération s'occupe :
- équipe nationale masculine,
- équipe nationale féminine,
- championnat masculine,
- championnat féminin.